# Fred Johanson
Fredrik (Fred) Willy Joaquin Johanson (ursprungligen Johansson), född 24 juli 1969 i Matteus församling, Stockholm, är en svensk musikalartist.

## Biografi
Johanson har spelat i musikaler som Fame, Les Miserables, Notre Dame de Paris, Cyrano, Jesus Christ Superstar och Cats. Han har även spelat rollen som Odjuret i musikalen Skönheten och odjuret i såväl Göteborgsoperans som Göta Lejons uppsättning.
Johanson arbetade på Wallmans salonger innan han fick sin första musikalroll i Fame 1993 
Han har även spelat Pontius Pilatus i en TV-version av Jesus Christ Superstar som kom ut år 2000.
Fred Johanson har släppt två soloalbum, Fred Johanson (1994) och Barely Half Alive (1998).
Johanson har medverkat i Så ska det låta 2005, 2008 och 2020. Han medverkade även i mellanakten "Melodifestivalmusikalen" i Melodifestivalen 2007.
År 2008 spelade han i musikalen Jesus Christ Superstar som Pontius Pilatus. Den sattes upp av Malmö opera och  Ola Salo, sångaren i bandet the Ark. 2012 spelar han återigen Pontius Pilatus i Jesus Christ Superstar denna gång på Göta Lejon i Stockholm.
Som skådespelare hade han 2003 rollen som rånare i filmen Rånarna.
Efter Rikard Wolffs bortgång 2017 fick Johanson efterträda honom som rösten till Scar i Lejonkungen (2019).

## Diskografi
- 1994 Fred Johanson
- 1998 Barely Half Alive

## Teater

### Roller (ej komplett)
| År   | Roll                               | Produktion                                                                      | Regi                              | Teater                                  |
| ---- | ---------------------------------- | ------------------------------------------------------------------------------- | --------------------------------- | --------------------------------------- |
| 1993 | Schlomo Metzenbaum                 | Fame Steven Margoshes och Jacques Levy                                          | Runar Borge                       | Chinateatern                            |
| 1995 |                                    | Cyrano Sebastian, Pierre Westerdahl och Fleming Enevold                         | Åsa Melldahl                      | Oscarsteatern                           |
| 1996 |                                    | Jesus Christ Superstar Andrew Lloyd Webber och Tim Rice                         | Gale Edwards                      | Lyceum Theatre, London                  |
| 1998 | Pontius Pilatus Judas              | Jesus Christ Superstar Andrew Lloyd Webber och Tim Rice                         | Gale Edwards                      | Engelsk och europeisk turné             |
| 2000 | Frollo                             | Notre Dame de Paris Riccardo Cocciante och Luc Plamondon                        | Gilles Maheu                      | Dominion Theatre, London                |
| 2001 | Pontius Pilatus                    | Jesus Christ Superstar Andrew Lloyd Webber och Tim Rice                         | Ola B. Johannessen                | Göteborgsoperan                         |
| 2002 | Louis B. Mayer                     | Garbo The Musical Michael Reed, Jim Steinman och Warner Brown                   | Scott Faris                       | Oscarsteatern                           |
| 2003 | Javert                             | Les Misérables Claude-Michel Schönberg och Alain Boublil                        | Matthew Ryan                      | Dansk turné                             |
| 2005 | Odjuret                            | Skönheten och odjuret Alan Menken, Howard Ashman, Tim Rice och Linda Woolverton | Hans Berndtsson                   | Göteborgsoperan Flyttad till Göta Lejon |
| 2007 | Samuel Green                       | Footloose Tom Snow, Dean Pitchford och Walter Bobbie                            | Roine Söderlundh                  | Stora Teatern/ Intiman                  |
| 2008 | Pontius Pilatus                    | Jesus Christ Superstar Andrew Lloyd Webber och Tim Rice                         | Ronny Danielsson                  | Malmö Opera                             |
| 2009 | Profetikus                         | Cats Andrew Lloyd Webber och T.S. Eliot                                         | Hans Berndtsson                   | Cirkus, Stockholm                       |
| 2010 | Max von Meyerling                  | Sunset Boulevard Andrew Lloyd Webber, Don Black och Christopher Hampton         | Anthoula Papadakis Shaun Kerrison | Göteborgsoperan                         |
| 2011 | Javert                             | Les Misérables Claude-Michel Schönberg och Alain Boublil                        | Ronny Danielsson                  | Malmö Opera                             |
| 2012 | Alkemisten                         | Alkymisten Nils Olaf Dolven och Kari Iveland                                    | Leif Stinnerbom                   | Operaen i Kristiansund, Norge           |
| 2012 | Pontius Pilatus                    | Jesus Christ Superstar Andrew Lloyd Webber och Tim Rice                         | Ronny Danielsson                  | Göta Lejon                              |
| 2012 | Juan Perón                         | Evita Andrew Lloyd Webber och Tim Rice                                          | Linus Tunström                    | Malmö Opera                             |
| 2014 | Jack Favell                        | Rebecca Michael Kunze och Sylvester Levay                                       | Åsa Melldahl                      | Malmö Opera                             |
| 2015 | Gud                                | Edens barn Stephen Schwartz och John Caird                                      | Tobias Kandenäs                   | Sankt Nicolai kyrka, Örebro             |
| 2016 | Max von Meyerling                  | Sunset Boulevard Andrew Lloyd Webber, Don Black och Christopher Hampton         | Lonny Price                       | London Coliseum, London                 |
| 2016 | Jafar (standby) Sultanen (standby) | Aladdin Alan Menken, Chad Beguelin, Tim Rice och Howard Ashman                  | Casey Nicholaw                    | Prince Edward Theatre, London           |
| 2017 | Max von Meyerling                  | Sunset Boulevard Andrew Lloyd Webber, Don Black och Christopher Hampton         | Lonny Price                       | Palace Theatre, New York                |
| 2019 | Odjuret                            | Skönheten och odjuret Alan Menken, Howard Ashman, Tim Rice och Linda Woolverton | Linus Fellbom                     | Malmö Opera                             |